# ARALL

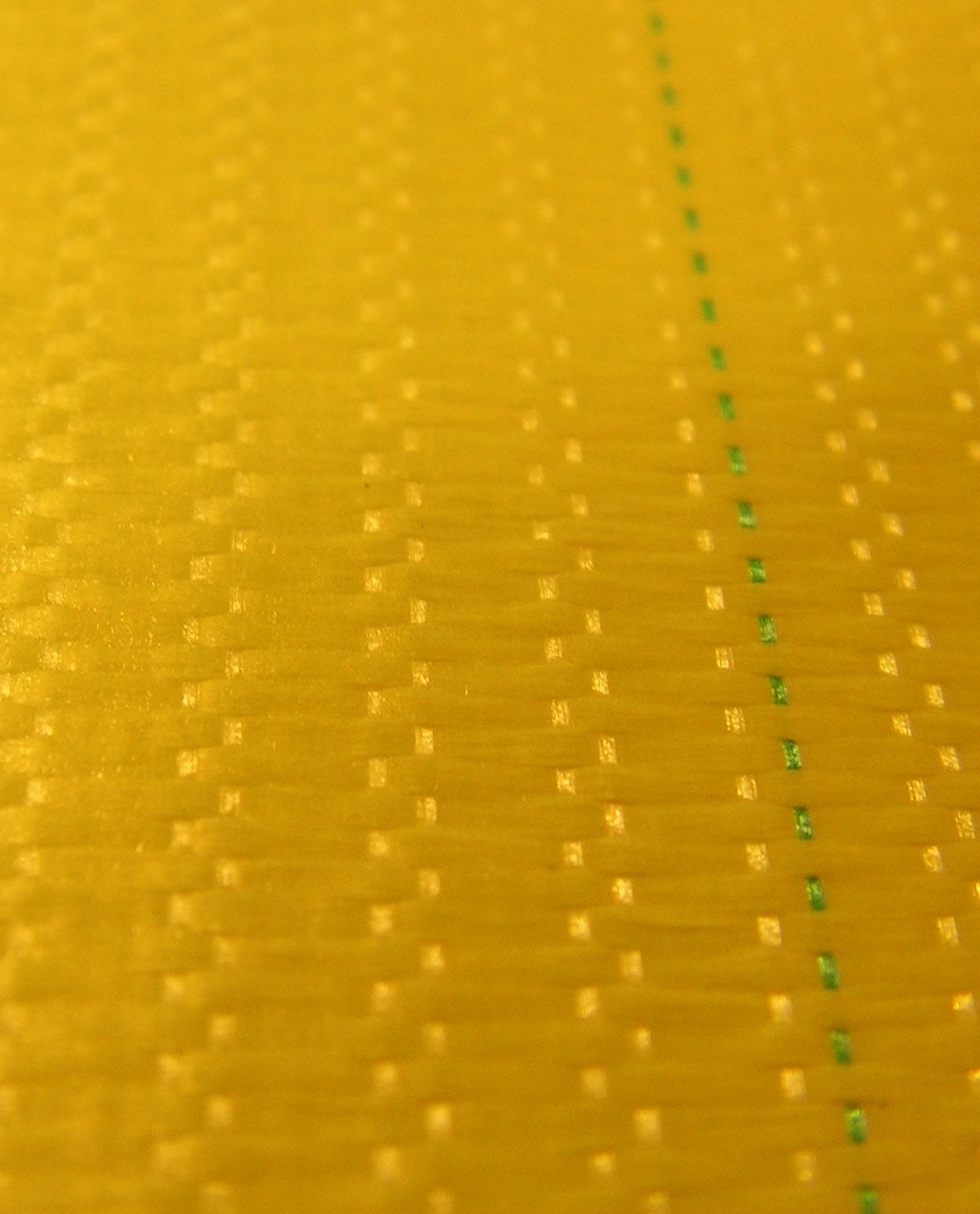
Tejido de fibra de aramida.

El ARALL (acrónimo en inglés de Aramide Reinforced ALuminum Laminate) o aluminio laminado reforzado con aramida es un material del tipo FML (Fibre metal laminate, Laminado de fibra de metal) que consiste en la unión de varias capas muy finas de metal (usualmente aluminio) intercaladas con varias capas de fibra de aramida pre-impregnadas de resina epoxi. Estas capas son alineadas en diferentes direcciones con el fin de entorpecer la propagación de fracturas cuando el material es sometido a estrés.
El ARALL es considerado erróneamente un material compuesto, su fabricación como sus propiedades y diseño estructural guardan poca relación con estructuras compuestas, las capas de metal y fibra de aramida son repartidas utilizando principalmente técnicas convencionales de materiales metálicos, por lo que el ARALL pertenece a la clase de mezclas heterogéneas
El en caso del aluminio ARALL, sus principales ventajas frente a la utilización del aluminio por sí solo son:
- Mayor tolerancia a daños sobre todo a impactos y fatiga del metal.
- Mayor resistencia a la corrosión.
- Mayor resistencia al fuego.
- Menor peso específico.

## Historia
El desarrollo del ARALL y de los materiales Laminados de fibra de metal o FML comenzaron en 1945 por la fabricante de aviones holandesa Fokker luego que la compañía de aviones británica De Havilland notaran las mejoras en las propiedades del aluminio laminado frente al aluminio macizo. No fue hasta 1970 donde investigadores de la Universidad tecnológica de Delft realizarían los mayores avances en este tipo de material al desarrollar el ARALL. El material demostró ser muy fuerte, por lo cual fue utilizado en muchas aplicaciones militares. Pero debido a sus limitaciones estructurales, el ARALL tuvo ciertas limitaciones en el uso aeronáutico. Debido a esto, en 1980 la universidad de Delft en conjunto con la compañía multinacional AkzoNobel desarrollaron el GLARE, con el fin de superar estas limitaciones.
Actualmente el GLARE ha demostrado ser un material mucho más adaptable a diferentes requerimientos, lo que le ha permitido una mayor penetración en el campo aeronáutico. Pero debido a su alto costo, el ARALL es la mejor opción cuando sus limitaciones estructurales no son un impedimento, como por ejemplo, en la fabricación de blindaje para automóviles blindados militares.